# Comando de Base Aérea 7/VI
El Comando de Base Aérea 7/VI (Flug-Hafen-Bereichs-Kommando 7/VI) fue una unidad de la Luftwaffe durante la Segunda Guerra Mundial.

## Historia
Fue formado en junio de 1940 en Charleville como Comando de Base Aérea Charleville. El 30 de marzo de 1941 es renombrado Comando de Base Aérea 7/VI. Fue disuelto el 7 de febrero de 1945.

## Comandantes
- Teniente coronel Hartwig Winckler – (21 de agosto de 1940 – enero de 1941)
- Teniente coronel Karl Dauselt – (18 de enero de 1941 – 12 de marzo de 1941)
- Teniente coronel Alfred Sorn – (marzo de 1941 – 1 de abril de 1943)

## Servicios
- junio de 1940 – enero de 1941: en Charleville (Francia) bajo el Comando Administrativo Aéreo Francia Occidental.
- enero de 1941 – julio de 1941: en Catania (Sicilia).
- Julio de 1941 – 23 de septiembre de 1943: en Iraklion (Creta).
- 23 de septiembre de 1943 – 7 de diciembre de 1943: en Agrinion (Grecia).
- 7 de diciembre de 1943 – agosto de 1944: en Tirana (Albania).
- agosto de 1944 – noviembre de 1944: en Skoplje (Yugoslavia).
- noviembre de 1944 – febrero de 1945: en Stargard (Alemania).

## Orden de Batalla

### Unidades subordinadas
- Comando de Aeródromo E 6/IV en(?) (junio de 1940 – enero de 1941)
- Comando de Aeródromo E 23/XI en Charleville(?) (junio de 1940 – enero de 1941)
- Comando de Aeródromo E 17/VI en Reggio Calabria (enero de 1941 – julio de 1941)
- Comando de Aeródromo E 14/XI en Catania (enero de 1941 – julio de 1941)
- Comando de Aeródromo E 25/XI en Trapani (enero de 1941 – julio de 1941)
- Comando de Aeródromo E 27/XII en Gerbini (enero de 1941 – julio de 1941)
- Comando de Aeródromo E 12/XIII en Palermo (enero de 1941 – julio de 1941)
- Comando de Aeródromo E 8/VII en Kastelli (julio de 1941 – septiembre de 1943)
- Comando de Aeródromo E 25/XI en Malemes (julio de 1941 – agosto de 1943)
- Comando de Aeródromo E 119/XI (marítimo) en la Bahía de Souda (julio de 1941 - septiembre de 1943)
- Comando de Aeródromo E 20/XII en Tympakion (junio de 1942 – septiembre de 1943)
- Comando de Aeródromo E 12/XIII en Iraklion (julio de 1941 – septiembre de 1943)
- Comando de Aeródromo E 25/XI en Jannina (septiembre de 1943 – diciembre de 1943)
- Comando de Aeródromo E 18/XVII en Araxos (septiembre de 1943 – diciembre de 1943)
- Comando de Defensa de Aeródromo C 1/XVII en Garitsa (septiembre de 1943 – octubre de 1943)
- Comando de Defensa de Aeródromo C 3/XVII en Agrinion (septiembre de 1943 – diciembre de 1943)
- Comando de Defensa de Aeródromo B 5/VII en Paramythia/Jannina (septiembre de 1943 – marzo de 1944)
- Comando de Defensa de Aeródromo B 10/I en Prevesa (septiembre de 1943 – diciembre de 1943)
- Comando de Aeródromo E 39/XI en Podgorica (diciembre de 1943 – abril de 1944)
- Comando de Aeródromo E 70/XI en Devoli (diciembre de 1943 – abril de 1944)
- Comando de Aeródromo E 17/XI en Tirana (diciembre de 1943 – marzo de 1944)
- Comando de Aeródromo E (v) 217/XVII en Podgorica (abril de 1944 – noviembre de 1944)
- Comando de Aeródromo E (v) 218/XVII en Devoli (abril de 1944 – noviembre de 1944)
- Comando de Defensa de Aeródromo A 5/XI en Skutari (diciembre de 1943 – abril de 1944)
- Comando de Defensa de Aeródromo A 8/I en Drenovë (diciembre de 1943 – abril de 1944)
- Comando de Defensa de Aeródromo C 136/XI en Durazzo (diciembre de 1943 – abril de 1944)
- Comando de Defensa de Aeródromo C 138/XI en Cattaro/Kumbor (diciembre de 1943 – abril de 1944)
- Comando de Aeródromo E (v) 216/XVII en Prilep (agosto de 1944 – noviembre de 1944)
- Comando de Aeródromo A (o) 115/XVII en Skoplje-Ost (agosto de 1944 – noviembre de 1944)